# La Résurrection de Frankenstein
Pour plus de détails, voir Fiche technique et Distribution.
La Résurrection de Frankenstein (Frankenstein Unbound) est un film américain de science-fiction/horreur réalisé par Roger Corman, sorti en 1990.

## Synopsis
En 2031, une découverte scientifique permettant de créer une arme ultime produit aussi des effets indésirables tels que des disparitions et des glissements dans le temps. C'est ainsi que son découvreur se retrouve projeté en 1817 en Suisse où il rencontre le Docteur Victor Frankenstein. 

## Fiche technique
- Titre : La Résurrection de Frankenstein
- Titre original : Frankenstein Unbound
- Réalisation : Roger Corman
- Scénario : Brian Aldiss (roman), Roger Corman, F. X. Feeney, d'après le roman Frankenstein délivré, de Brian Aldiss
- Production : Roger Corman, Kobi Jaeger, Thom Mount, Jay Cassidy, Laura J. Medina
- Musique : Carl Davis
- Photographie : Armando Nannuzzi, Michael Scott
- Montage : Mary Bauer, Jay Cassidy
- Direction artistique : Enrico Tovaglieri
- Costumes : Franca Zucchelli
- Pays d'origine : États-Unis
- Langue : anglais
- Genre : Science-fiction
- Durée : 82 minutes
- Dates de sortie : 2 novembre 1990  États-Unis

## Distribution
- John Hurt : Dr Joe Buchanan / narrateur
- Raúl Juliá : Dr Victor Frankenstein
- Bridget Fonda : Mary Wollstonecraft Godwin
- Michael Hutchence : Percy Bysshe Shelley
- Nick Brimble : Le Monstre
- Jason Patric : Lord George Gordon Byron
- Mickey Knox : Général Reede

## Distinctions
- Nommé au Saturn Award du meilleur film de science-fiction 1992